# Mads Aaquist
Mads Hinrichsen Aaquist (født 31. december 1994) er en dansk fodboldspiller, der spiller for Fremad Amager.
Han tidligere har spillet i F.C. København, AC Horsens, Helsingør, FC Nordsjælland, Randers på en lejeaftale og nu i Viborg FF. Aaquist var i FC Helsingør, med til at bringe klubben fra 2. division til Superligaen.

## Klubkarriere
Han startede sin karriere i B.1973, Herlev i 1999 som fireårig.

### FC København
Mads Hinrichsen Aaquist var anfører på FC Københavns U/19-hold og blev årets spiller på FCK U/19 i 2013, samme år men blev han udtaget til klubbens førsteholdstrup.
Aaquist debuterede for FCKs førstehold den 20. maj 2013 i Superligakamp mod SønderjyskE, hvor han i det 87. minut blev indskiftet for Christian Bolaños.
I januar 2014 blev Mads Aaquist indlemmet i førsteholdstruppen. Det blev dog aldrig til mere end de få minutter i den ene kamp mod SønderjyskE. Dermed er Aaquist den spiller i FC København, der har spillet færrest minutter på førsteholdet.
Som spiller i FC København var Mads Aaquists position højre back.
Den 8. juli 2014 blev det bekræftet, at Aaquist den kommende sæson skulle spille i AC Horsens på en lejeaftale.
Aaquist opnåede syv kampe for AC Horsens, inden lejeaftalen blev opsagt i vinterpausen i januar 2015. Efter ophøret af lejekontrakten blev Aaquists kontrakt med FCK ophævet.

### FC Helsingør
Aaquist skiftede til FC Helsingør gældende fra januar 2015. I den første tid i FC Helsingør spillede Aaquist positionen som højre back, men overgik til en mere offensiv rolle på holdet, og fik senere position som offensivspiller. Aaquist fulgte med holdet op i Superligaen, hvor han spillede de første par kampe i Superligaen. Aaquist scorede begge mål i FCH's første sejr i Superligaen nogensinde mod Sønderjyske, hvorefter han i august 2017 blev solgt til FC Nordsjælland.

### FC Nordsjælland
I august 2017 blev det offentliggjort, at Aaquist skiftede til FC Nordsjælland. Han blev tildelt nummer 15. Kontraktlængden blev ikke offentliggjort.
Han fik sin debut i Superligaen for FC Nordsjælland den 27. august 2017, da han blev skiftet ind efter 77 minutter i en 3-0-sejr hjemme over FC København. I løbet af 2017-18-sæsonen, som var debusæsonen, spillede han 14 kampe i Superligaen samt to kampe i DBU Pokalen.

### Randers FC (leje)
I august 2018 skiftede Aaquist til Randers FC på en étårig lejeaftale med en efterfølgende købsoption. Han fik debut for klubben den 26. august 2018 i et 0-3-nederlag til de forsvarende mestre fra FC Midtjylland. Han nåede at spille 25 kampe i Superligaen og score 3 mål samt spille to kampe i DBU Pokalen. Han betegnede det selv om et ikke specielt vellykket lejeophold, da hans optrædener hovedsageligt var efter indskiftninger. Han vendte herefter tilbage til FC Nordsjælland forud for 2019-20-sæsonen.

### Viborg FF
Den 22 august 2019, offentliggjorde Viborg FF at de havde købt Aaquist. Han har fået en kontrakt til sommeren 2022.